# Cosworth
Cosworth és una companyia anglesa d'enginyeria automotriu, fundada a Londres el 1958, especialitzada en la fabricació de motors per a carreres automobilístiques. Amb una llarga i reeixida història en la Fórmula 1, proporciona motors per a moltes altres categories de l'esport motor, incloent-hi Champ Car i el Campionat Mundial de Ral·li.

## Història corporativa
La companyia va ser fundada a un petit taller a Londres el 1958 per Mike Costin i Keith Duckworth, dels cognoms del qual procedeix el nom (COStin i duckWORTH), com un constructor britànic de motors de competició. El 1964 es va mudar a Northampton, Anglaterra, on encara té la seu. El 1977 va establir a Nord-amèrica una segona instal·lació amb seu a Torrance, Califòrnia. A pesar de ser una companyia independent, va tenir durant molts anys el suport de Ford i molts dels seus motors estan etiquetats com a Ford.
La companyia ha passat per diversos propietaris. United Engineering Industries (UEI) va adquirir la companyia en 1980, després UEI va ser adquirida per Carlton Communications en 1988. Vickers va comprar Cosworth en 1990 i en 1998 la va vendre al grup Volkswagen. Volkswagen va dividir a Cosworth en dues companyies: Cosworth Racing i Cosworth Technology.
Cosworth Technology (CT) va oferir consultoria en desenvolupament de tren de transmissió i el seu patentat procés de fosa d'alumini és usat per diversos fabricants, incloent-hi Audi i Aston Martin. Al desembre de 2004 Mahle va comprar CT a Volkswagen i la va rebatejar Mahle Powertrain.
El 1998 Ford va adquirir de Volkswagen Cosworth Racing que havia fet molts motors de carreres per a ells. El setembre de 2004 Ford va anunciar que posava en venda Cosworth Racing juntament amb l'equip Jaguar Racing de Fórmula 1 i el 15 de novembre del mateix any va concretar la venda als amos de Champ Car World Series, Gerald Forsythe i Kevin Kalkhoven, que la van reanomenar com a Cosworth.
El 2006 dos equips de Fórmula 1 van usar motors Cosworth: l'equip WilliamsF1 va utilitzar motors Cosworth V8 i la Scuderia Toro Rosso va usar un motor V10 limitat en revolucions basat en l'especificació de motors de 2005. La fi de la temporada va marcar el final de la notable associació de Cosworth amb la Fórmula 1, ja que cap equip correrà amb motors Cosworth en 2007.
L'any 2010 quatre equips de Fórmula 1 van tornar a utilitzar motors cosworth. Aquests van ser WilliamsF1, Hispania Racing, Team Lotus i Virgin Racing. L'any 2011 el Team Lotus va deixar d'utilitzar els motors cosworth en comprar part de Renault F1